# Krustpils
Krustpils (deutsch Kreutzburg) ist ein Stadtteil von Jēkabpils in Lettland, der am rechten (nördlichen) Ufer der Düna liegt. Krustpils gehörte historisch zu Livland, während Jēkabpils historisch zu Kurland gehörte.

## Geschichte
Die erste schriftliche Erwähnung erfolgte 1318, als der Livländische Orden die vom Bischof von Riga errichtete Kreutzburg einnahm. Um die Burg entstand ein Ort, der 1585 vom polnischen Stephan Báthory an Nicolaus Korff verlehnt wurde. Das Adelsgeschlecht von Korff blieb bis 1920 Besitzer von Krustpils.
Der Ort gehörte von 1561 bis 1772 zu Polen-Litauen, während das gegenüberliegende Jēkabpils ein Teil des Herzogtums Kurland und Semgallen war. Der Unterschied zwischen dem Lettgallischen und dem Selischen Dialekt der Einwohner beiderseits der Düna besteht noch heute.
In der Zeit des Russisch-Türkischen Krieges (1877–1878) war hier ein Lager für türkische Kriegsgefangene, von denen sich viele dauerhaft hier niederließen. Ein türkischer Friedhof ist noch heute bei Asotes (56° 29′ 38,6″ N, 25° 54′ 58,8″ O) zu besichtigen. Wirtschaftlicher Aufschwung erfolgte durch die Eröffnung der Eisenbahnlinie Riga – Dünaburg 1861 sowie der Linie Ventspils – Ribinska 1904. 1920 erhielt Krustpils die Stadtrechte. 1932 wurde eine Zuckerfabrik eröffnet. 1935 hatte Krustpils 3658 Einwohner, von denen 53 % Letten waren. 1962 wurde Krustpils schließlich in die Stadt Jēkabpils eingemeindet.

## Verkehr
- Der Bahnhof Krustpils liegt an der Eisenbahnstrecke von Riga nach Daugavpils.
- Krustpils liegt an der staatlichen Hauptstraße Autoceļš A6 von Riga nach Krāslava. In Krustpils beginnt die nach Zilupe führende Autoceļš A12

## Sehenswürdigkeiten

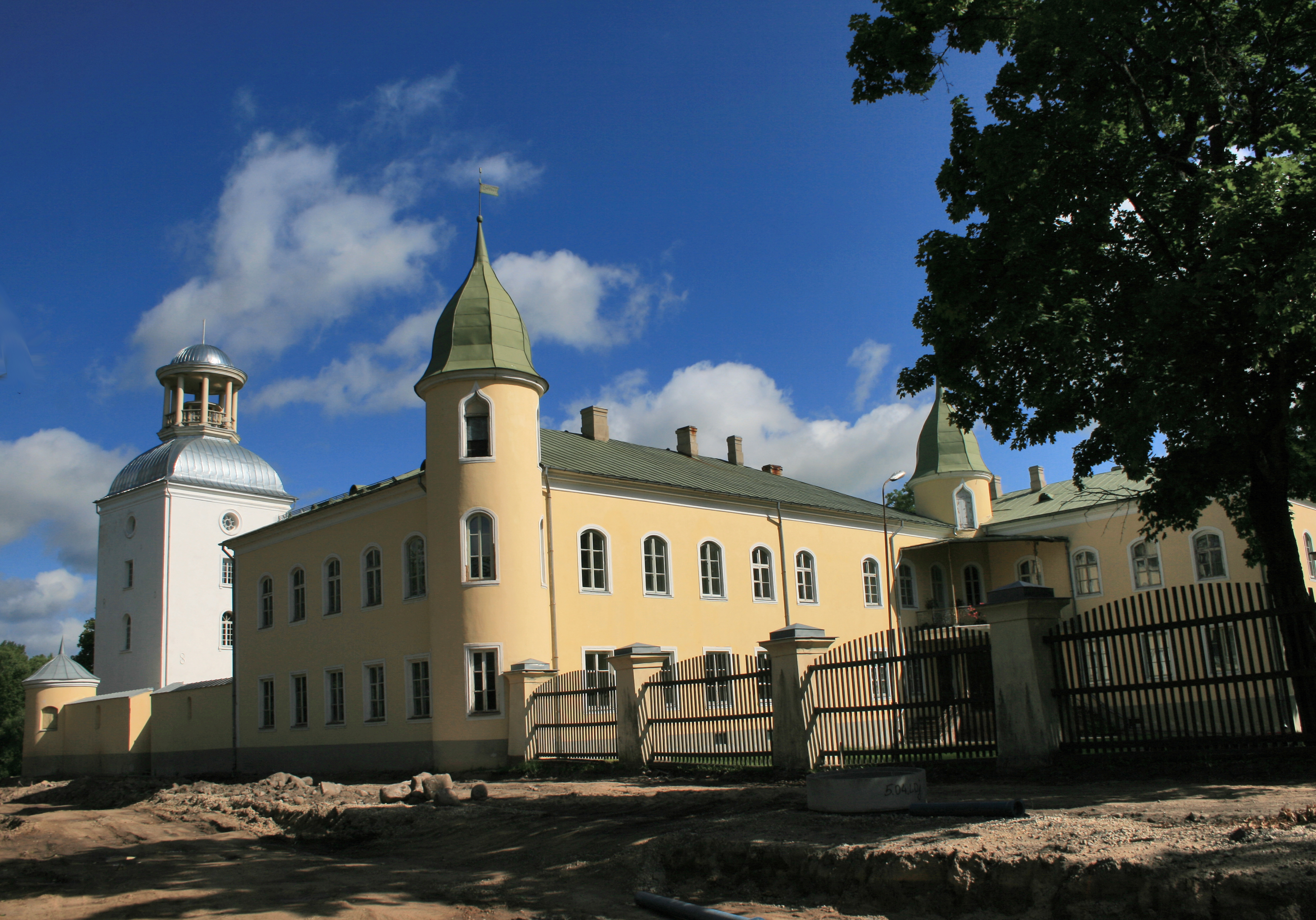
Schloss Kreutzburg
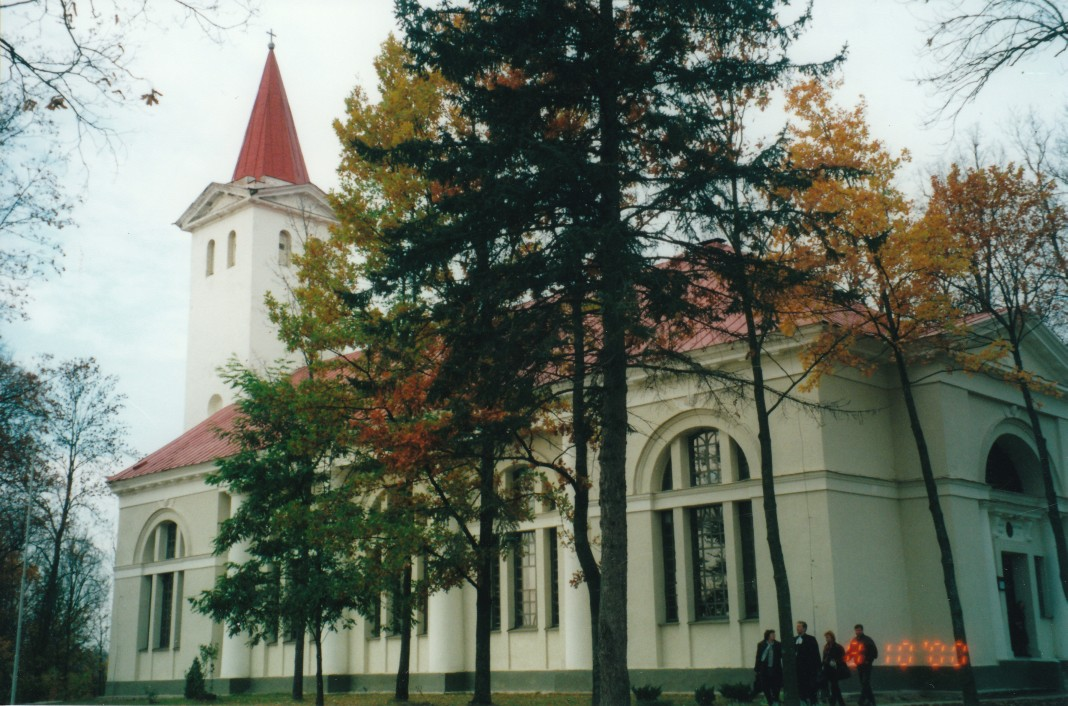
Lutherische Kirche, erbaut von 1820 bis 1824
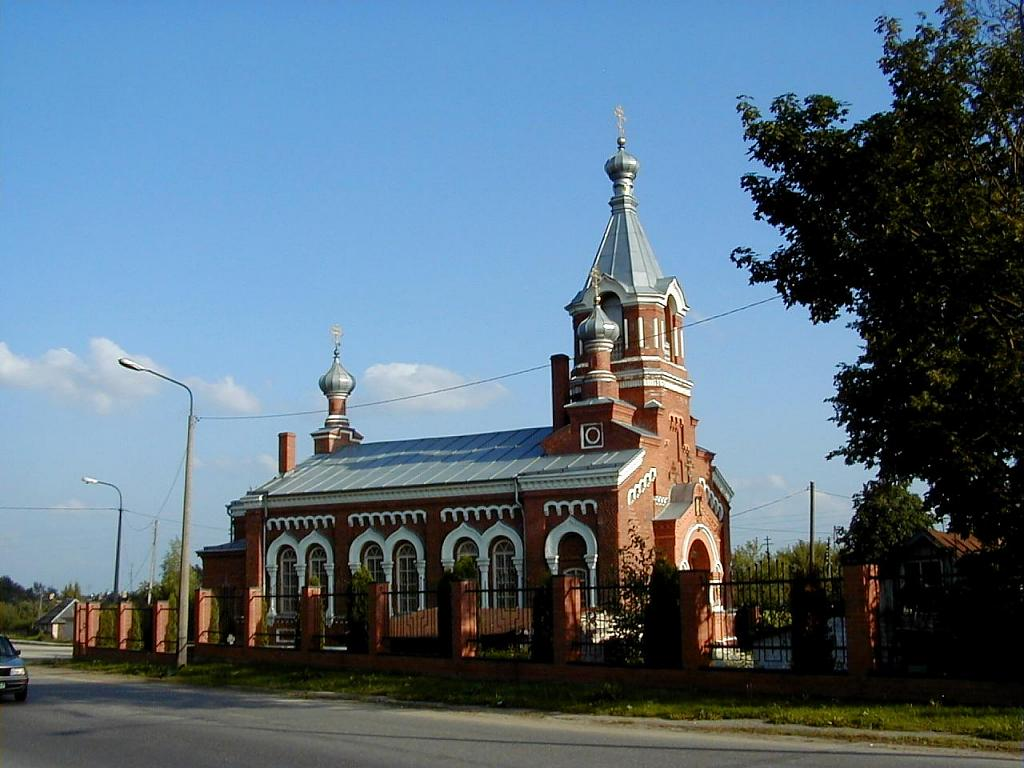
Orthodoxe Nikolaikirche, 1910 errichtet
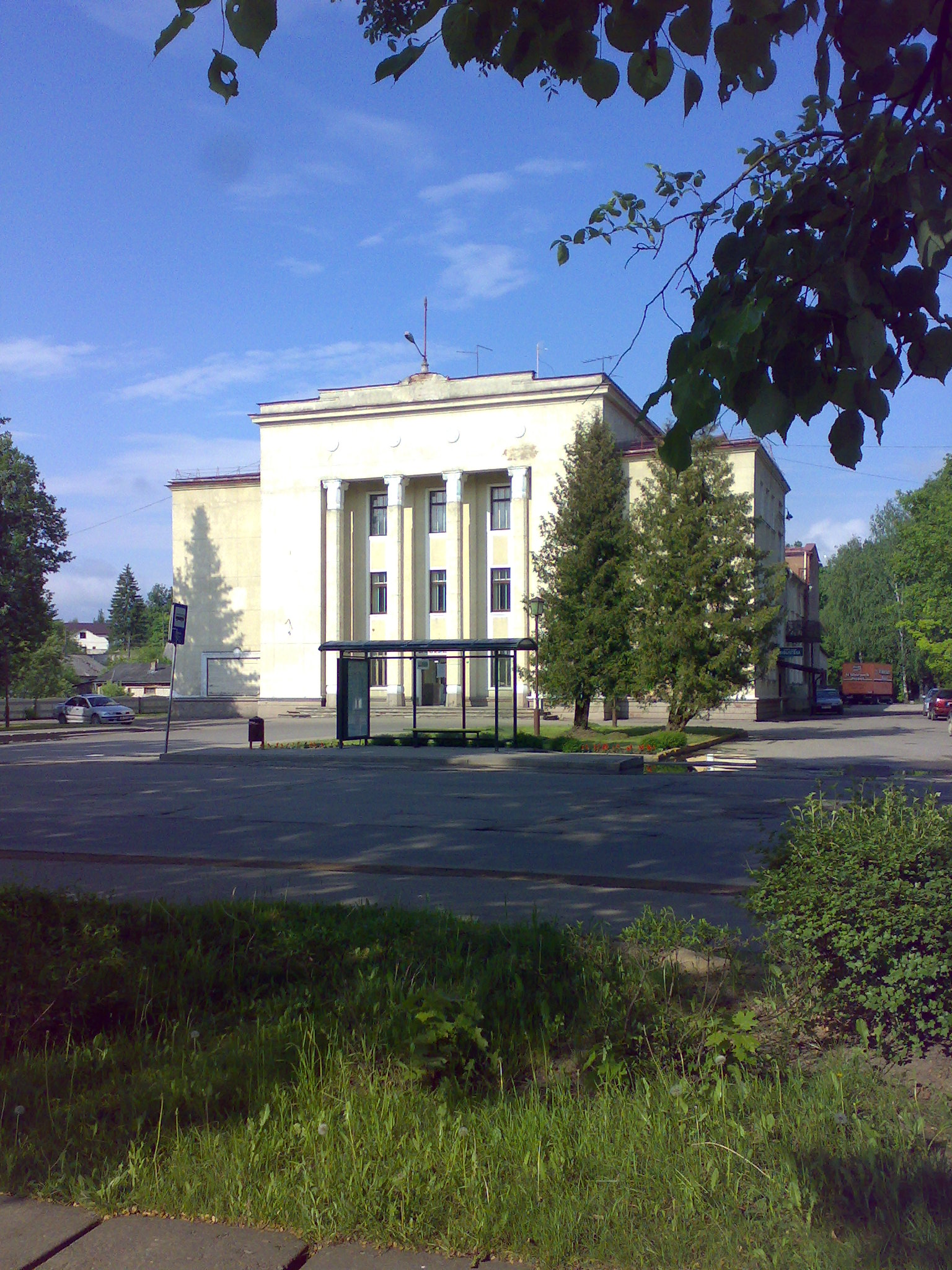
Kulturhaus Krustpils, 1959 eröffnet
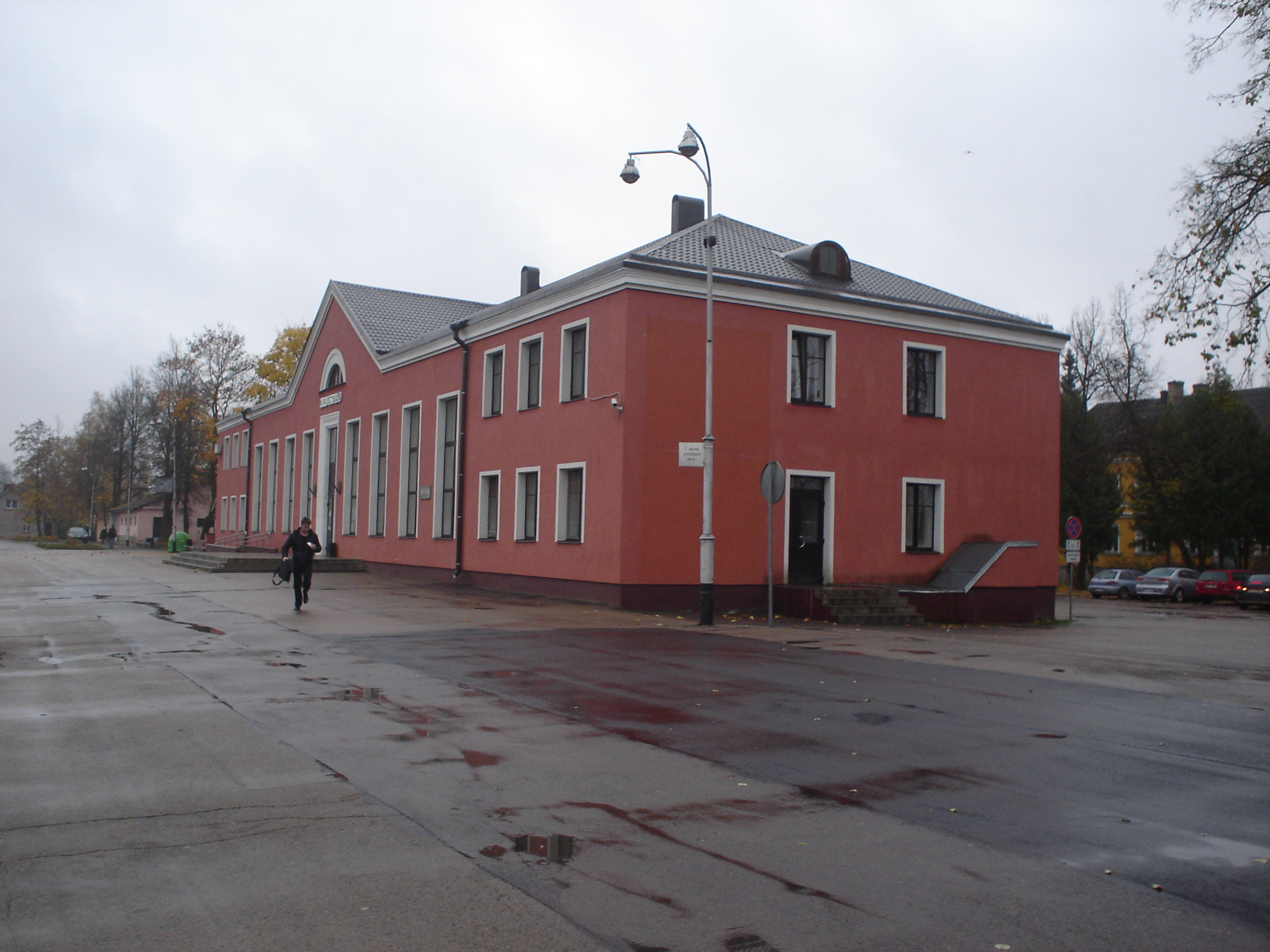
Bahnhof Krustpils, erbaut 1954

## Krustpils novads
Im Zuge einer Verwaltungsreform schlossen sich 2009 sechs nördlich der Düna gelegene Gemeinden des ehemaligen Landkreises Jēkabpils zu einem Verwaltungsbezirk Krustpils zusammen. Das Verwaltungsgebäude befand sich im Stadtteil Krustpils der ehemaligen Republik-Stadt Jēkabpils, die selbst nicht zum Bezirk gehörte.
Ab 1. Juli 2021 gibt es einen erweiterten Bezirk Jēkabpils, zu dem auch der Stadtteil und Bezirk Krustpils gehören.
2010 waren 6680 Einwohner gemeldet.